# Max Stock (Richter)
Paul Friedrich Max Stock (* 16. Januar 1848 in Breslau; † 18. März 1910) war ein deutscher Reichsgerichtsrat.

## Leben
Nach dem Abitur am Maria-Magdalenen-Gymnasium in Breslau 1866 studierte er Rechtswissenschaften. Er trat 1866 in das Corps Borussia Breslau ein. Stock wurde 1869 preußischer Auskultator. 1874 wurde er Gerichtsassessor und Kreisrichter in Darkehmen. 1877 wurde er nach Brandenburg an der Havel versetzt. 1879 wurde er Landrichter beim Landgericht Berlin I. 1889 erfolgte die Beförderung zum Landgerichtsrat. An das Kammergericht kam er 1892. 1900 kam er an das Reichsgericht. Er war im I. und V. Strafsenat tätig. 